# Halálra jelölve
A Halálra jelölve (Marked for Death) 1990-es amerikai akciófilm, melyet Dwight H. Little rendezett. A főbb szerepben Steven Seagal, Basil Wallace, Keith David, Tom Wright és Elizabeth Gracen látható.
A történet szerint egy visszavonult DEA ügynök, John Hatcher (Steven Seagal) szülővárosába hazatérve összetűzésbe kerül a környéket uraló jamaicai drogbandával és annak rettegett vezérével (Basil Wallace), aki a Rútpofájú névre hallgat. Hatcher a banda túlkapásaival szembesülve elhatározza, hogy felszámolja a bűnszövetkezetet és végez Rútpofájúval.
A film a jegypénztárakban jól teljesített, 58 millió dolláros bevételt termelt, ám a kritikai fogadtatása vegyes volt.

## Cselekmény
A chicagói DEA ügynök, John Hatcher (Steven Seagal) nemrég tért vissza Kolumbiából, ahol társa, Chico (Richard Delmonte) életét vesztette egy drogdílerek elleni küldetés alatt. Chico halála és az éveken át tartó, kimerítő munka hatására Hatcher úgy dönt, visszavonul és Chicago külvárosába költözik családjához. Itt találkozik a seregben megismert régi barátjával és bajtársával, Max-szel (Keith David), aki a középiskolai amerikaifutball-csapat edzőjeként dolgozik. Amikor egyik este iszogatni mennek a helyi bárba, tűzharc tör ki a kolumbiai drogdílerek és egy jamaicai drogbanda emberei között, melyet egy nagyhatalmú drogbáró, Rútpofájú (Basil Wallace) vezet. Hatcher közbeavatkozik és letartóztatja Rútpofájú egyik emberét. Másnap a banda emberei bosszúból rálőnek Hatcherék házára, és súlyosan megsebesítik a húga, Melissa (Elizabeth Gracen) nyolcéves kislányát, Traceyt (Danielle Harris).
Hatcher a saját szakállára végzett nyomozás során rátalál egy Jimmy Fingers nevű gengszterre, de képtelen információkat kiszedni belőle, mert önvédelemből végeznie kell vele. Amikor Rútpofájú egyik embere, Nesta a helyszínre érkezik, Hatcher őt is ki akarja vallatni, de a főnöke bosszújától rettegő Nesta inkább kiveti magát az ablakon, mint hogy beszéljen. Másnap Hatcher családja házában rejtélyes felfestett jeleket talál, ezért felkeresi Leslie-t (Joanna Pacuła), aki a jamaicai bandák és a voodoo szakértője. Miután húgát a saját házában megtámadják, és Hatcher az utolsó pillanatban érkezik a helyszínre, hogy megmentse, a volt ügynök rádöbben, hogy csak Rútpofájú megölésével akadályozhatja meg a további vérontást.
Max segítségével Hatcher háborút indít Rútpofájú ellen, és csatlakozik hozzájuk Charles (Tom Wright) is, aki egy jamaicai származású rendőr. Miután egy fegyverkereskedőtől lőfegyvereket és robbanóanyagokat szereznek be, a jamaicai Kingstonba utaznak, hogy felkutassák Rútpofájút, akiről azt a fülest kapták, hogy visszatért szülőhazájába. Egy bárban dolgozó nő, aki ismeri Rútpofájút és annak tartózkodási helyét, elárulja nekik, hogy Rútpofájú földöntúli hatalmának titka az, hogy „két feje és négy szeme van”, de Hatcher először nem egészen érti ezt a rejtélyes választ.
Hatcherék rátalálnak a drogbáró villájára, ahol hamarosan tűzharc tör ki. Hatcher az épületben több bűnözővel is végez, de fogságba esik, ám mielőtt rituálisan kivégeznék, sikerül kiszabadulnia. Rútpofájú kardjával támad rá, Hatcher viszont kicsavarja kezéből a fegyvert, súlyosan megsebzi a lágyékán és végül lefejezi a jamaicait.
Chicagóba visszatérve Hatcher felmutatja Rútpofájú levágott fejét az embereinek, és felszólítja őket, hogy hagyják el a várost, akik döbbenten hitetlenkednek a maradvány láttán. Váratlanul azonban felbukkan Rútpofájú. Ekkor válik világossá, hogy a két fej és négy szem nem jelent mást, mint azt, hogy a bűnözőnek ikertestvére van és valójában csak ő hagyta el az Államokat. Emberei ezért azt hiszik, feltámadt a halálból. Rútpofájú orvul megöli Charlest, akit árulónak nevez, mert jamaicai létére állt össze Hatcherrel. Lövöldözés tör ki, Hatcher és társai több bűnözővel végeznek. Hatcher Rútpofájú testvérétől szerzett karddal indul a drogbáró ellen, akivel párbajozni kezd. A testvére haláláért Rútpofájú szörnyű véget ígér a rendőrnek, de Hatcher kerül fölénybe, kinyomja ellenfele szemeit, eltöri a gerincét és lehajítja egy liftaknába, ahol az felnyársalódik egy kiálló vasoszlopra.

## Szereplők
| Színész                 | Szereplő                         | Magyar hang            |
| ----------------------- | -------------------------------- | ---------------------- |
| Steven Seagal           | John Hatcher DEA ügynök          | Szakácsi Sándor        |
| Keith David             | Max Keller                       | Vass Gábor             |
| Joanna Pacula           | Leslie Davalos professzor        | Tóth Enikő             |
| Basil Wallace           | Rútpofájú (Screwface)            | Usztics Mátyás         |
| Tom Wright              | Charles Marks nyomozó            | Sinkovits-Vitay András |
| Kevin Dunn              | Sal Roselli FBI-ügynök           | Varga T. József        |
| Elizabeth Gracen        | Melissa Hatcher                  | Prókai Annamária       |
| Bette Ford              | Kate Hatcher                     | Czigány Judit          |
| Danielle Harris         | Tracey Hatcher                   |                        |
| Al Israel               | Tito Barco                       | Szokolay Ottó          |
| Arlen Dean Snyder       | Duvall                           | Láng József            |
| Victor Romero Evans     | Nesta                            | Balázsi Gyula          |
| Michael Ralph           | Monkey                           | Hegedűs D. Géza        |
| Danny Trejo             | Hector                           |                        |
| Jeffrey Anderson-Gunter | Nago                             | Jakab Csaba            |
| Peter Jason             | Pete Stone DEA igazgatóhelyettes | Tolnai Miklós          |
| Tony DiBenedetto        | Jimmy Fingers                    | Rajhona Ádám           |
| Jimmy Cliff             | önmaga                           | eredeti nyelven        |

## A film készítése
A filmet 1990. február 20-án kezdték forgatni, nagyrészt Los Angelesben, illetve pár kisebb jelenet erejéig Jamaicában. Eredeti munkacíme Screwface, majd A Safe Place volt, a végleges film címe a forgalmazó 20th Century Fox kérésére Marked for Death lett (a stúdió ragaszkodott a Seagal korábbi filmjeire hasonlító, háromszavas címhez). Az elkészült filmből öt percnyi erőszakos jelenetet kellett még kivágni, hogy R besorolást kaphasson.

## Filmzenei album
A filmben elhangzó hiphop, reggae és R&B stílusú zeneszámokat tartalmazó filmzenei album 1990. szeptember 27-én jelent meg, a Delicious Vinyl kiadásában.
1. "I Wanna Do Something Freaky to You" – 4:30 (Kenyatta)
2. "I Joke But I Don't Play" – 4:33 (Tone Lōc)
3. "Roots & Culture" – 4:00 (Shabba Ranks)
4. "Put the Funk Back in It" – 5:45 (The Brand New Heavies)
5. "Welcome to My Groove" – 4:52 (Mellow Man Ace)
6. "Quiet Passion" – 4:40 (N'Dea Davenport)
7. "Domino" – 3:46 (Masters of Reality)
8. "The Shadow of Death" – 4:32 (Def Jef és Papa Juggy)
9. "Ya Gets None" – 5:02 (Body & Soul)
10. "Rats Chase Cats" – 3:47 (Attic Black)
11. "Pick Up the Pace" – 3:18 (Young MC)
12. "Weapons Montage" – 2:06 (Tom Scott és James Newton Howard)
13. "John Crow" – 3:44 (Jimmy Cliff és Steven Seagal)
14. "Stepping Razor" – 5:47 (Peter Tosh)
15. "No Justice" – 4:02 (Jimmy Cliff)
16. "Rebel in Me" – 4:08 (Jimmy Cliff)

## Fogadtatás

### Kritikai visszhang
A kritikusok részéről vegyes fogadtatásban részesült a film. A The New York Times és a The Washington Post is átlagos kritikákat írt a filmről, megjegyezve, hogy a Halálra jelölve egy teljesen szabványos Seagal-féle akciófilm.

### Bevételi adatok
A közepes kritikai fogadtatás ellenére a film a jegypénztárakban jól teljesített; a nagyjából 12 millió dolláros költségvetés ellenére kb. 43 millió dollárt hozott az amerikai mozikban (ebből a nyitóhétvégén 11 790 047 dollárt), és 57 millió dollárt világszerte.

## Fordítás
- Ez a szócikk részben vagy egészben  a   Marked for Death című angol Wikipédia-szócikk fordításán alapul.  Az eredeti cikk szerkesztőit annak laptörténete sorolja fel. Ez a jelzés csupán a megfogalmazás eredetét és a szerzői jogokat jelzi, nem szolgál a cikkben szereplő információk forrásmegjelöléseként.